# Moisés Solana
Moisés Solana Arciniega, född 26 december 1935 i Mexico City, död 27 juli 1969 i Valle de Bravo, var en mexikansk racerförare.

## Racingkarriär
Solana körde formel 1 under 1960-talet. Han körde fem gånger i Mexikos Grand Prix och två gånger i USA:s Grand Prix. Hans bästa placering var en tiondeplats i Mexiko 1964. 
Solana omkom under ett backelopp i Mexiko 1969.

## F1-karriär
| Säsong | Stall/Tillverkare         | Poäng | Placering |
| ------ | ------------------------- | ----- | --------- |
| 1963   | Scuderia Centro Sud (BRM) | 0     | –         |
| 1964   | Lotus-Climax              | 0     | –         |
| 1965   | Lotus-Climax              | 0     | –         |
| 1966   | Cooper-Maserati           | 0     | –         |
| 1967   | Lotus-Ford                | 0     | –         |
| 1968   | Lotus-Ford                | 0     | –         |